# Oblężenie Namur (1692)
Oblężenie twierdzy Namur – oblężenie, które miało miejsce między 29 maja a 30 czerwca 1692 podczas wojny palatynackiej.
W 1692 roku król Francji Ludwik XIV ruszył w celu zdobycia twierdzy Namur, osobiście obejmując dowództwo nad armią. Dodatkowo siły oblężnicze osłaniała armia marszałka Luxembourga. Za prace oblężnicze odpowiadał główny inżynier królewski Vauban. Prace ziemne rozpoczęły się 29 maja. Francuska artyleria przez kilka dni prowadziła regularny ogień, a oblężenie posuwało się naprzód pomimo wypadów holenderskiego garnizonu, które były jednak odpierane bez problemu. Po miesięcznym oblężeniu  dnia 29 czerwca 1692 runęła część twierdzy Namur i zrobił się ogromny wyłom. Wobec beznadziejnej sytuacji  garnizon holenderski dowodzony przez Coehoorna skapitulował 30 czerwca i wyszedł z wojskowymi honorami. Po przejęciu twierdzy przez Francuzów Vauban odbudował zburzoną cytadelę rozbudowaną o struktury własnego pomysłu.